# Carla Berrocal
Carla Berrocal (Madrid, 1983) é uma ilustradora de banda desenhada (história em quadrinhos) espanhola.

## Carreira

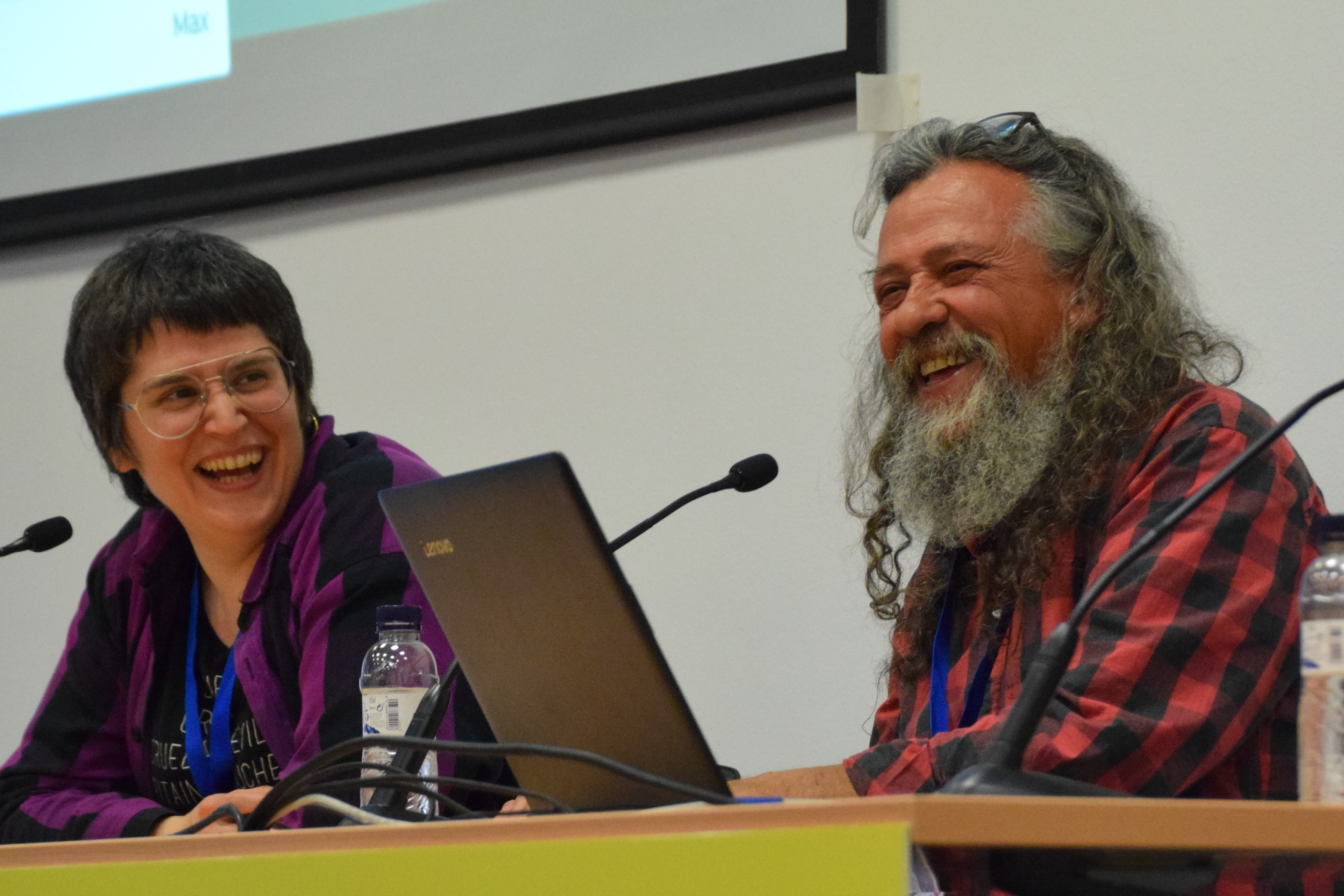
Carla Berrocal e o autor de banda desenhada Max na Cómic Barcelona em 2022

Formada pela Escola de Artes e Ofícios de Madrid, começou desde muito jovem no mundo da ilustração e da banda desenhada. Em 2011, publicou a sua primeira novela gráfica El brujo, inspirado pelo folclore do Chile. Três anos depois, em 2014, coordenou a adaptação gráfica do livro de Hernán Migoya Todas putas que, em 2003, tinha gerado grande polémica social ao ser chamado de misógino e de fazer apologia à violação. Na sua adaptação, Carla Berrocal ilustrou a história El violador, uma das mais controversas da obra original.
Em 2016 publicou Epigrafías, uma banda desenhada sobre a poeta norte-americana Natalie Clifford Barney. Nesse mesmo ano foi comissária, ao lado de Elisa McCausland, da exposição Presentes: Autoras de tebeo de ayer y hoy. A mostra, organizada pelo Coletivo de Autoras de Cómic, do qual a artista é promotora, percorreu as sedes da Agência Espanhola de Cooperação Internacional para o Desenvolvimento (AECID) em todo mundo.
No ano seguinte, em 2017, expôs uma historieta mural sobre 4 lendas negras da história de Madrid, inserido no programa La ciudad en viñetas do CentroCentro, realizado no Palácio de Cibeles. Em junho desse mesmo ano, a Câmara Municipal de Sevilha elegeu-a para a criação do Cartaz do Mês da Diversidade Sexual da cidade. A ilustração fez também parte da exposição De mil amores, que contou com as obras de outros 19 artistas, ambicionando dar mais visibilidade à comunidade LGBT. As ilustrações eram acompanhadas por segmentos de poemas dos poetas espanhóis Federico García Lorca, Gloria Fuertes, Luis Cernuda ou Rafael de León, entre outros. Em 2017 começou a colaborar com a revista M21 Magazine da Câmara Municipal de Madrid.
Em abril de 2018, participou na terceira edição do Festival de Cine LGBTIQ - Asturias, realizado no Centro Cultural Internacional Oscar Niemeyer, em Avilés, onde revelou ser lésbica e feminista.
Em 2019, publicou La geometria de los silêncios, uma banda desenhada, com texto de Marc Buleón, que narra uma história de amor entre duas pessoas autistas. Nesse mesmo ano, obteve a Bolsa de Banda Desenhada MAEC-AECID da Real Academia de Espanha em Roma com o projecto Doña Concha, uma banda desenhada inspirada na vida e obra da cantora de copla e actriz espanhola Concha Piquer. A banda desenhada foi publicada em 2021 pela editora Reservoir Books.
Em 2022, foi escolhida para criar o cartaz da nova edição de Còmic Barcelona (antigo Salão Internacional de Banda Desenhada de Barcelona) que nesse ano cumpria 40 edições. Dois anos depois, publicou a banda desenhada La Tierra Yerma, um western feminista, com personagens lésbicas.
Para além de ter sido presidente da Associação Profissional de Ilustradores de Madrid (APIM) até 2020, Carla Berrocal é também docente, exercendo como professora de narrativa e mentora de workshops sobre banda desenhada e novelas gráficas em diversas instituições. Tem também um blog onde expressa os seus pontos de vista sobre diversos temas do sector da ilustração e do desenho, com o objectivo de transmitir a novas gerações de artistas as lições retiradas do seu próprio trajecto profissional. Participa regularmente na tertúlia de humoristas gráficos do programa A vivir que son dos días na Cadena SER, dirigido por Javier del Pino.

## Obras
- 2011 – El brujo
- 2014 – El violador (capítulo em Todas Putas)
- 2016 – Qu4ttrocento. Dolmen Editorial. ISBN 9788496121980.
- 2016 – Biografía canalla de Emilia Pardo Bazán. Escrita por Ana Martos Loiro.
- 2016 – Epigrafías. Sobre a poeta Natalie Clifford Barney. ISBN 9788460860013.
- 2019 – La geometría de los silêncios. Relatos reales de vidas imaginarias. Escrita por Marc Buleon. Autismo Ávila. ISBN 9788494032288.
- 2020 – Mujer al borde del tiempo. Escrita por Marge Piercy.
- 2021 – Doña Concha: La rosa y la espina. Reservoir Books. ISBN 9788417910952.
- 2024 – La tierra yerma. Reservoir Books. ISBN 9788419437860.